# Hsawnghsup
Hsawnghsup (birmà Thaungdut) fou un petit estat shan dins territori birmà a Myanmar amb una superfície de 932 km². La capital era Thaungdut a la vall de Kabaw. El seu cap portava el títol de Saofa. Estava separat de la resta d'estats shans i depenia limitadament del comissionat del districte d'Upper Chindwin.
Afronta a l'oest amb Manipur, al nord amb la ciutat d'Homalin; a l'est amb la de Paungbyn i al sud amb la de Tamu. El principat és quasi tot selva, menys la vall on hi ha la capital. La població és shan (55%) amb birmans (35%) i xin (10%).
El príncep va ser lleial als britànics el 1886 i no va seguir al príncep de Wuntho, més al sud, en la seva rebel·lió.